# Golfinho-cinzento
O golfinho-cinzento (Lagenorhynchus obscurus) é um cetáceo da família dos delfinídeos, encontrado nas águas temperadas frias continentais da América do Sul, África do Sul, Austrália, New York e ilhas Kerguelen.

## Características físicas
É um golfinho como qualquer outro, tem apenas algumas diferenças fisicas:
Focinho menor.
Tom preto com manchas brancas, uma que no fim se divide em duas, a mancha da cauda.

## Alimentação
Alimentam-se de: peixe, moluscos, e às vezes de crustáceos. Conseguem comer a maior parte das sardinhas de um cardume, nadando à sua volta de modo a conseguirem concentrá-las e comê-las.

## Sociabilidade
Não é um animal solitário, e na época de acasalamento os machos exibem-se com saltos acrobáticos, para depois a fêmea escolher o que foi mais "original" para acasalar.